# Khamir
Khamir est une localité du Yémen, chef-lieu du district de Khamir situé dans le gouvernorat de 'Amran, au nord de Sana'a, la capitale du pays, à ne pas confondre avec le village de Al Khāmir au sud de Tarim dans le gouvernorat de Hadramaout.

## Localisation
Le village de Khamir se situe en bordure de la route nationale N1, entre les localités de Raydah au sud et de Huth au nord. À l'ouest de Khamir se trouve la localité de Shaharah célèbre pour un pont ancien monumental joignant deux villages voisins auparavant séparés par un gouffre infranchissable.

## Histoire
Khamir se situe sur l'itinéraire du Hajj pour les pèlerins en provenance du Yémen vers la ville sainte de La Mecque, avant et après l'époque 'Abbaside.

## Démographie
Le recensement de la population de décembre 2004 comptait 73 225 habitants dans le district de Khamir. Au village de Khamir vivent de 5 000 à 10 000 habitants.